# Андрей Мартинов (актьор)
 Тази статия е за актьора.  За ентомолога вижте Андрей Мартинов.  
Андрей Леонидович Мартинов (роден на 24 октомври 1945 г., Иваново) е съветски и руски театрален и филмов актьор и майстор на дублажа. Народен артист на Руската федерация (1994). Лауреат на Държавната награда на СССР (1975), Държавната награда „Братя Василиеви“ на РСФСР (1982) и наградата на Ленинския комсомол (1974).

## Биография
Той е роден в Иваново на 24 октомври 1945 г. в семейство на учители. Има двама по-големи братя, Рудолф (роден през 1939 г.) и Юрий (роден през 1941 г.).
Актьорските умения на шестнадесетгодишния Андрей били оценени от гастролиращите актьори на Московския художествен театър. В Москва обаче Андрей не успялва да издържи изпитите в студиото към този театър. Въпреки това успешно полага изпитите в училището „Шукин“, но не успява да се запише там, тъй като още не е навършил 17 години. След завръщането си в родния си град Андрей започва да печели пари като зидар.
През 1963 г. Андрей Мартинов постъпва в ГИТИС, но още на втората си година започва да служи в Московските, а скоро и в Централноазиатските сили за противовъздушна отбрана в продължение на три години. След демобилизацията Мартинов продължава обучението си в театралния институт. През 1970 г., след като завършва ГИТИС, започва работа като актьор в Московския младежки театър.
От 1972 г. започва да се снима във филми. Първата му роля на бригадир Федот Васков във филма на С. И. Ростоцки „А утрините тук са тихи“ му донася национална слава. Не по-малко известна е ролята му на Кирян Инютин в многосерийния филм „Вечен зов“.
По-късно Мартинов става актьор в Московския драматичен театър на Малая Бронная. През 1976 г. се присъединява към КПСС. От 1981 г. е актьор във филмовото студио „Горки“.
От началото на 80-те години до 2004 г. Андрей Мартинов дублира и чуждестранни филми и телевизионни сериали, което през 90-те години поради трудната ситуация с родното кино и влошеното здраве на актьора е основната му професия. Една от най-значимите му роли в дублажа е тази на Оскар Шиндлер, изигран от Лиъм Нийсън във филма от 1993 г. „Списъкът на Шиндлер“.
Към 2025 г. е пенсионер, не се снима във филми. Съпругата му (до 2017 г.) е германската гражданка Франциска Тун (родена през 1951 г.), с която Мартинов се запознава на 22-рия берлински филмов фестивал през 1972 г. Има син Александър (роден през 1977 г.) и трима внуци, които живеят в Германия.